# Tesoro de Hoby

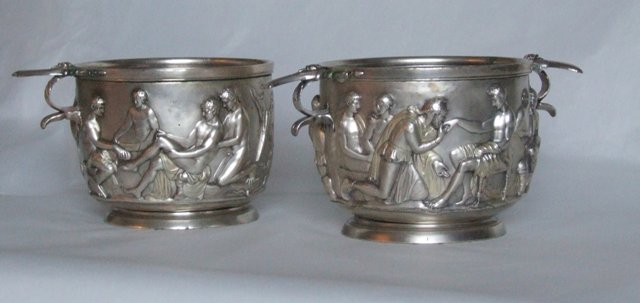
Copias de las tazas de plata de Hoby.

El tesoro de Hoby es el ajuar funerario de una tumba de la Edad de Hierro Romana en Hoby, en la isla de Lolandia en Dinamarca. Fue descubierto en 1920. Es inusualmente abundante y uno de los más ricos de la Edad del Hierro final en el norte de Europa. La parte más famosa del tesoro es un servicio de bebida con dos magníficas copas romanas de plata con escenas de la Ilíada.

## Descubrimiento y descripción

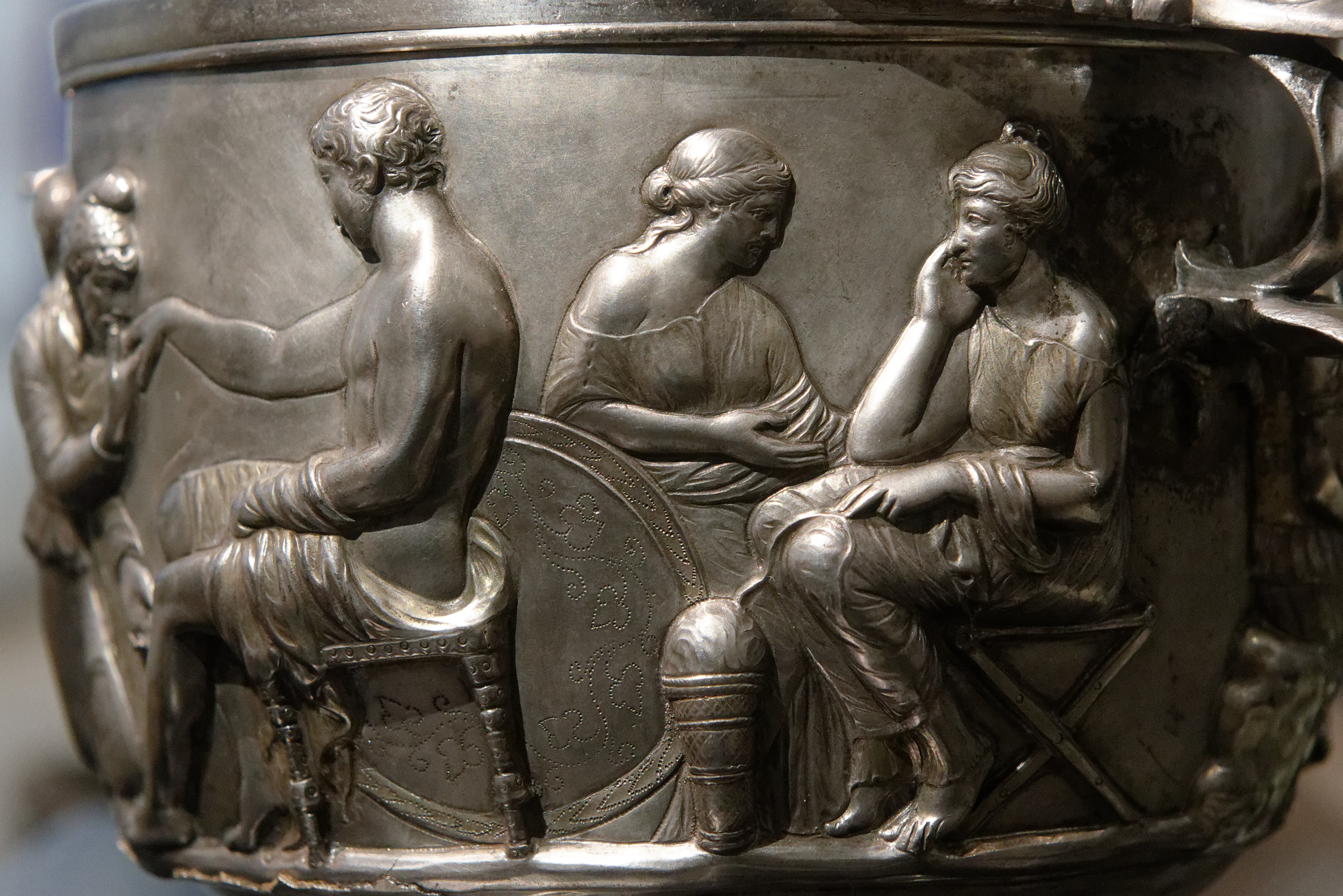
En esta escena el rey troyano Príamo se arrodilla ante el héroe griego Aquiles y pide que le entreguen el cuerpo de su hijo.(Museo Nacional de Copenhague)

La tumba fue descubierta en 1920 en Hoby, en la isla danesa de Lolandia, por un granjero local que estaba excavando un desagüe. Se supone que es la tumba de un cacique y contenía los restos de un ataúd con el esqueleto de un hombre de mediana edad y 1,86 m de altura, enterrado en el siglo I de nuestra era. Junto al cuerpo había una importante cantidad de bienes tanto indígenas como importados del Imperio Romano. Los objetos fueron entregados al Museo Nacional de Dinamarca.
Los bienes más famosos son una vajilla romana en bronce, piezas fabricadas en Italia alrededor de inicios del siglo I. Consta de un aguamanil, un cubo para vino con un cucharón de servir, una jarra, bandeja y dos tazas. Las tazas de beber destacan, siendo la parte más famosa del conjunto. Pesan alrededor de un kilo cada una, están hechas de plata y muestran escenas de la Ilíada de Homero. En una aparece el rey troyano Príamo arrodillado ante Aquiles, rogándole que le devuelva el cuerpo de su hijo Héctor. Aquiles viste como un héroe romano mientras el derrotado Príamo aparece como un jefe germánico. Ambas copas están firmadas por el artesano Cheirisophos y tiene gravados con el nombre Silio, quién se supone fue el dueño romano original de los objetos. Los otros objetos descubiertos en la tumba son otra taza hecha de plata, las monturas de bronce de un desaparecido cuerno de beber, un cuchillo de bronce, un alfiler de hueso, una arqueta hecha de madera, hojas de bronce y hierro, una hebilla de cinturón, dos anillos de oro, siete fíbulas, tres recipientes de cerámica, y dos jamones.

## Importancia
Este descubrimiento arqueológico está considerado como un ejemplo de un entierro germánico suntuario temprano. Es significativo como testimonio de la interacción entre las culturas germánica y romana. La vajilla ha sido interpretada como parte de un intento por la élite local para manifestar un estatus elevado imitando las costumbres romanas en el beber. El arqueólogo Knud Friis Johansen ha escrito que su presencia en el lugar podría haber resultado de un intento consciente por parte de los romanos de influir en las élites germánicas. El Silio cuyo nombre está gravado en las tazas podría haber sido el comandante Cayo Silio, quién estuvo destinado en Maguncia entre el 14 y el 21 d. C. Las tazas podrían haber sido un regalo directo o indirecto de Cayo Silio al hombre enterrado en la tumba, aunque esto no puede ser demostrado.
El lugar fue excavado de nuevo en 2012, como parte de un proyecto enfocado en estudiar la religión precristiana. Además de Hoby, el proyecto implicó excavaciones en Toftegård y Tissø en Selandia, y Gudme en Fionia.